# 金田政彦
金田 政彦（かねだ まさひこ、1969年4月30日 - ）は、大分県豊後高田市出身の元プロ野球選手（投手、左投左打）。

## 来歴・人物

### プロ入り前
高田高等学校から社会人野球の日産自動車九州へ進むと藤井将雄と投手陣の軸となる、補強選手として都市対抗野球に出場した1992年のドラフト2位でオリックス・ブルーウェーブに入団。

### オリックス時代
1993年（1年目）から一軍で登板したが、制球難と単調になりやすい投球スタイルから中々定着できずにいたが、1995年にはウエスタン・リーグで最多勝を獲得した。
1996年、先発ローテーション入りしたが、6勝8敗と負け越した。日本シリーズ第4戦では2番手で登板した。
1997年、星野伸之以外に左の先発投手がいなかったチーム事情もあり、飛躍を期待されたが開幕は二軍スタートとなり、6月後半にやっと一軍初先発となり初登板初勝利を挙げたが、その後に3連敗を喫して二軍落ち。結局1勝に終わる。
1998年、この年もシーズンの殆どを二軍で過ごしたが、この頃からチェンジアップやスローカーブ等緩急を交えた投球を覚え制球難も解消され、9月に4勝負けなしで月間MVPを獲得した。
1999年には開幕から先発ローテーションに入りオールスターゲーム初出場を果たした。シーズンでも初の二桁となる11勝を挙げ規定投球回数もクリアした。この年は川越英隆と星野伸之も2桁勝利を挙げたが、チームでは2001年に移籍組の小倉恒と加藤伸一が二桁勝利を挙げたのを最後に2004年オフに大阪近鉄バファローズと合併し、2000年から2004年のその間に2桁勝利を挙げた生え抜きの投手がいなかったことから川越と星野と共にブルーウェーブ時代最後の生え抜きの2桁勝利投手となった。
2000年は怪我で戦線離脱したこともあり6勝6敗、防御率3.51の成績で二桁勝利を挙げられなかった。
2001年には初の開幕投手を務める。
2002年は2度目のオールスターゲーム出場を果たし最優秀防御率のタイトルを獲得。この年の成績は4勝9敗であり、2024年終了現在、NPB史上最も少ない勝数での最優秀防御率である。
2003年以降は怪我や不振で年間通して一軍にいられなかった。

### 楽天時代
2005年、球団合併に伴う分配ドラフトを経て東北楽天ゴールデンイーグルスに入団。投手陣が手薄な状況下で25試合に登板し、11試合で先発を務めたが、3勝6敗、防御率6.01と成績は残せなかった。多くのベテラン選手が解雇、引退となったが金田は翌年も残留が決定し、楽天において成績を残せなかったものの残留が決まった数少ないベテラン選手となった。
2006年はわずか2試合に終わった。二軍では防御率リーグ2位だったが、9月25日に戦力外通告を受けて現役を引退した。

### 引退後
2007年は、福岡ソフトバンクホークスの打撃投手を1年間務めた。
プロ野球界から退いたあとは、総合スポーツ用品メーカーの営業職に就いたのち、2016年に西部ガス・カスタマーサービスの北九州事業部に転職し、検針員となった。
仕事外では少年野球チーム「中井フェニックス」のコーチ・監督を務め、2015年に県内の大会で3位入賞、2017年には監督を務め、全国規模の選抜大会で優勝まで導いている。2018年には北九州選抜少年野球チームを率い、今泉杯で優勝した。

## プレースタイル
177cm・65kgと非常に細身ながら、147km/hの直球とスライダー、さらには100km/hを切るスローカーブを投げていた。

## 詳細情報

### 年度別投手成績
| 年 度      | 球 団      | 登 板 | 先 発 | 完 投 | 完 封 | 無 四 球 | 勝 利 | 敗 戦 | セ 丨 ブ | ホ 丨 ル ド | 勝 率 | 打 者 | 投 球 回 | 被 安 打 | 被 本 塁 打 | 与 四 球 | 敬 遠 | 与 死 球 | 奪 三 振 | 暴 投 | ボ 丨 ク | 失 点 | 自 責 点 | 防 御 率 | W H I P |
| ---------- | ---------- | ----- | ----- | ----- | ----- | -------- | ----- | ----- | -------- | ----------- | ----- | ----- | -------- | -------- | ----------- | -------- | ----- | -------- | -------- | ----- | -------- | ----- | -------- | -------- | ------- |
| 1993       | オリックス | 28    | 1     | 0     | 0     | 0        | 2     | 2     | 1        | --          | .500  | 242   | 53.0     | 57       | 3           | 34       | 0     | 0        | 41       | 4     | 0        | 33    | 31       | 5.26     | 1.72    |
| 1994       | オリックス | 22    | 0     | 0     | 0     | 0        | 1     | 0     | 0        | --          | 1.000 | 128   | 26.0     | 38       | 2           | 17       | 1     | 0        | 21       | 1     | 0        | 24    | 23       | 7.96     | 2.12    |
| 1995       | オリックス | 3     | 0     | 0     | 0     | 0        | 0     | 0     | 0        | --          | ----  | 11    | 2.1      | 3        | 0           | 2        | 0     | 0        | 2        | 0     | 0        | 1     | 1        | 3.86     | 2.14    |
| 1996       | オリックス | 29    | 19    | 2     | 0     | 0        | 6     | 8     | 0        | --          | .429  | 527   | 121.1    | 128      | 9           | 45       | 0     | 2        | 83       | 1     | 0        | 66    | 57       | 4.23     | 1.43    |
| 1997       | オリックス | 7     | 5     | 0     | 0     | 0        | 1     | 3     | 0        | --          | .250  | 85    | 20.1     | 23       | 0           | 9        | 0     | 0        | 5        | 1     | 0        | 10    | 9        | 3.98     | 1.57    |
| 1998       | オリックス | 10    | 8     | 1     | 0     | 0        | 4     | 2     | 0        | --          | .667  | 200   | 51.2     | 40       | 3           | 16       | 0     | 0        | 36       | 1     | 0        | 19    | 16       | 2.79     | 1.08    |
| 1999       | オリックス | 30    | 29    | 4     | 1     | 0        | 11    | 10    | 0        | --          | .524  | 800   | 188.0    | 165      | 13          | 76       | 0     | 7        | 116      | 5     | 0        | 84    | 73       | 3.49     | 1.28    |
| 2000       | オリックス | 18    | 16    | 3     | 1     | 0        | 6     | 6     | 0        | --          | .500  | 419   | 97.1     | 95       | 8           | 36       | 0     | 4        | 57       | 1     | 0        | 41    | 38       | 3.51     | 1.35    |
| 2001       | オリックス | 19    | 18    | 0     | 0     | 0        | 8     | 5     | 0        | --          | .615  | 387   | 89.1     | 100      | 9           | 28       | 0     | 3        | 58       | 2     | 0        | 53    | 49       | 4.94     | 1.43    |
| 2002       | オリックス | 23    | 23    | 1     | 1     | 0        | 4     | 9     | 0        | --          | .308  | 587   | 140.2    | 135      | 12          | 31       | 4     | 7        | 85       | 0     | 0        | 48    | 39       | 2.50     | 1.18    |
| 2003       | オリックス | 14    | 14    | 0     | 0     | 0        | 4     | 5     | 0        | --          | .444  | 362   | 83.0     | 99       | 9           | 25       | 0     | 1        | 40       | 1     | 0        | 51    | 38       | 4.12     | 1.49    |
| 2004       | オリックス | 14    | 13    | 0     | 0     | 0        | 2     | 7     | 0        | --          | .222  | 298   | 67.1     | 84       | 13          | 18       | 1     | 4        | 44       | 1     | 0        | 45    | 40       | 5.35     | 1.51    |
| 2005       | 楽天       | 25    | 11    | 1     | 0     | 0        | 3     | 6     | 0        | 0           | .333  | 400   | 88.1     | 114      | 9           | 23       | 2     | 7        | 48       | 1     | 0        | 59    | 59       | 6.01     | 1.55    |
| 2006       | 楽天       | 2     | 2     | 0     | 0     | 0        | 0     | 2     | 0        | 0           | .000  | 35    | 8.0      | 11       | 1           | 3        | 0     | 1        | 2        | 0     | 0        | 6     | 6        | 6.75     | 1.75    |
| 通算：14年 | 通算：14年 | 244   | 159   | 12    | 3     | 0        | 52    | 65    | 1        | 0           | .444  | 4481  | 1036.2   | 1092     | 91          | 363      | 8     | 36       | 638      | 19    | 0        | 540   | 479      | 4.16     | 1.40    |

- 各年度の太字はリーグ最高

### タイトル
- 最優秀防御率：1回 （2002年）

### 表彰
- 月間MVP：1回 （1998年9月）

### 記録
初記録
- 初登板・初セーブ：1993年4月11日、対千葉ロッテマリーンズ2回戦（グリーンスタジアム神戸）、7回表1死に2番手で救援登板・完了、2回2/3を無失点
- 初奪三振：同上、7回表に島田茂から空振り三振
- 初勝利：1993年4月16日、対日本ハムファイターズ1回戦（東京ドーム）、7回裏2死に2番手で救援登板、1回1/3を2失点
- 初完投：1996年5月7日、対日本ハムファイターズ5回戦（グリーンスタジアム神戸）、9回1失点で敗戦投手
- 初完投勝利：1996年8月25日、対近鉄バファローズ24回戦（ナゴヤ球場）、9回1失点
- 初完封勝利：1999年5月30日、対日本ハムファイターズ9回戦（グリーンスタジアム神戸）

節目の記録
- 1000投球回：2005年6月9日、対中日ドラゴンズ6回戦（フルキャストスタジアム宮城）、3回表1死目に立浪和義を空振り三振で達成　※史上301人目

その他の記録
- オールスターゲーム出場：2回 （1999年、2002年）

### 背番号
- 40 （1993年 - 1998年）
- 15 （1999年 - 2001年）
- 11 （2002年 - 2004年）
- 28 （2005年）
- 34 （2006年）
- 108 （2007年）※打撃投手